# Бурбон-л’Аршамбо
Бурбо́н-л’Аршамбо́ (фр. Bourbon-l'Archambault) — коммуна во Франции, находится в регионе Овернь. Департамент коммуны — Алье. Административный центр кантона Бурбон-л’Аршамбо. Округ коммуны — Мулен.
Код INSEE коммуны — 03036.

## Население
Население коммуны на 2008 год составляло 2593 человека.
| 1962 | 1968 | 1975 | 1982 | 1990 | 1999 | 2008 |
| ---- | ---- | ---- | ---- | ---- | ---- | ---- |
| 2607 | 2607 | 2598 | 2550 | 2630 | 2564 | 2593 |

## Экономика
В 2007 году среди 1484 человек в трудоспособном возрасте (15—64 лет) 1048 были экономически активными, 436 — неактивными (показатель активности — 70,6 %, в 1999 году было 69,5 %). Из 1048 активных работали 955 человек (479 мужчин и 476 женщин), безработных было 93 (47 мужчин и 46 женщин). Среди 436 неактивных 77 человек были учениками или студентами, 204 — пенсионерами, 155 были неактивными по другим причинам.

## Достопримечательности
- Руины замка герцогов де Бурбон, исторический памятник с 1862 года
- Церковь Сен-Жорж, исторический памятник с 1846 года

## Фотогалерея

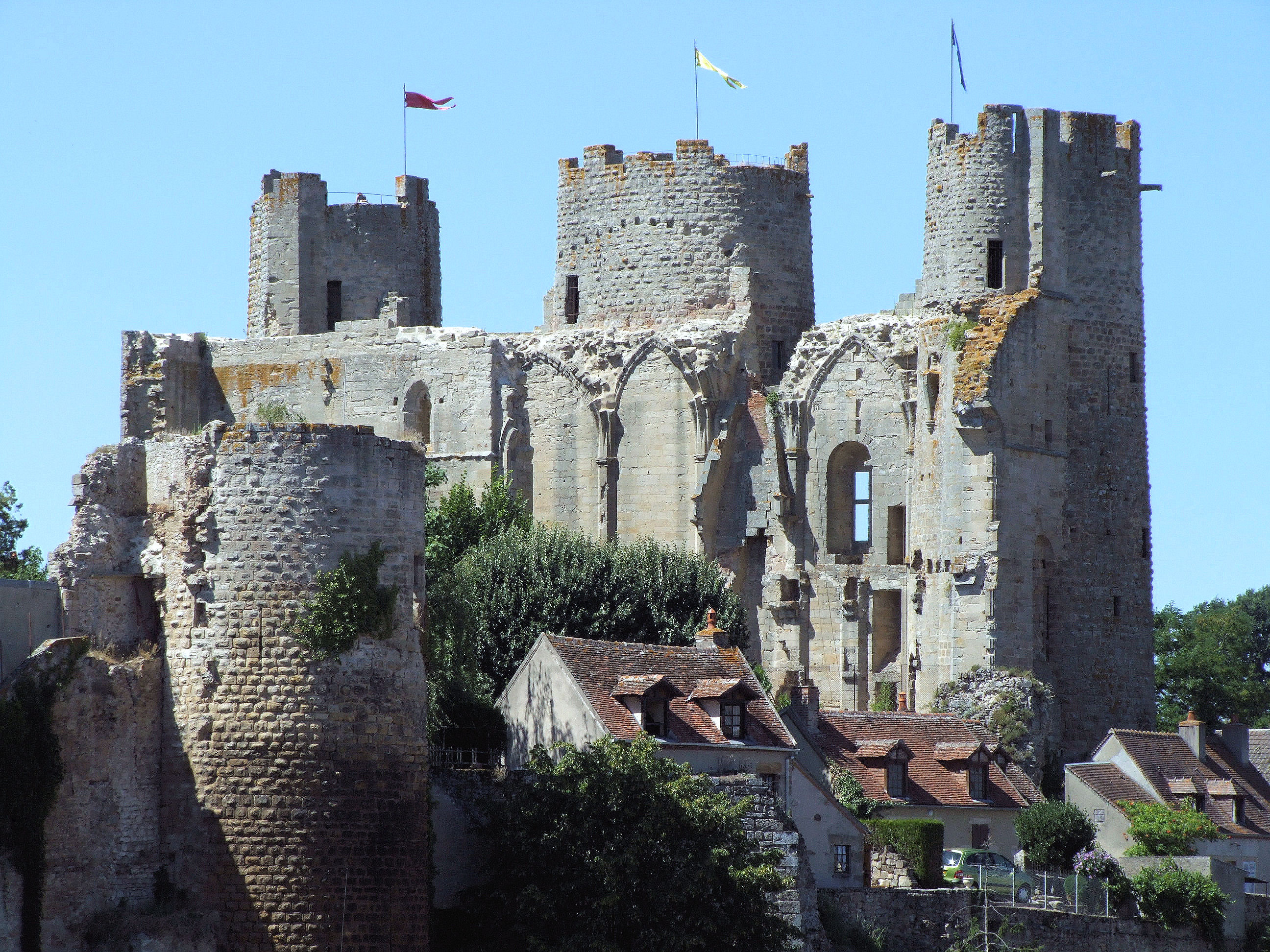
Замок
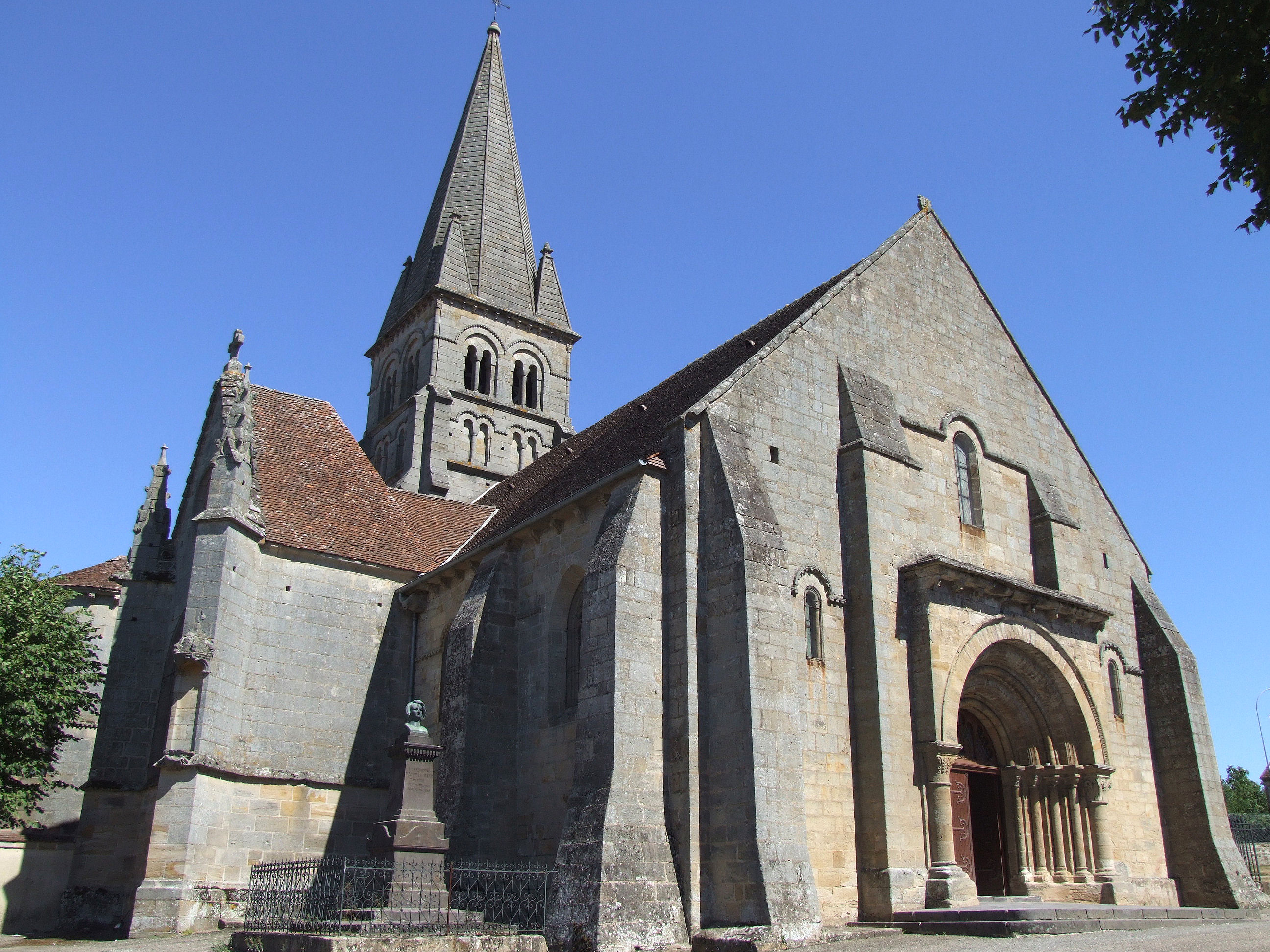
Церковь Сен-Жорж
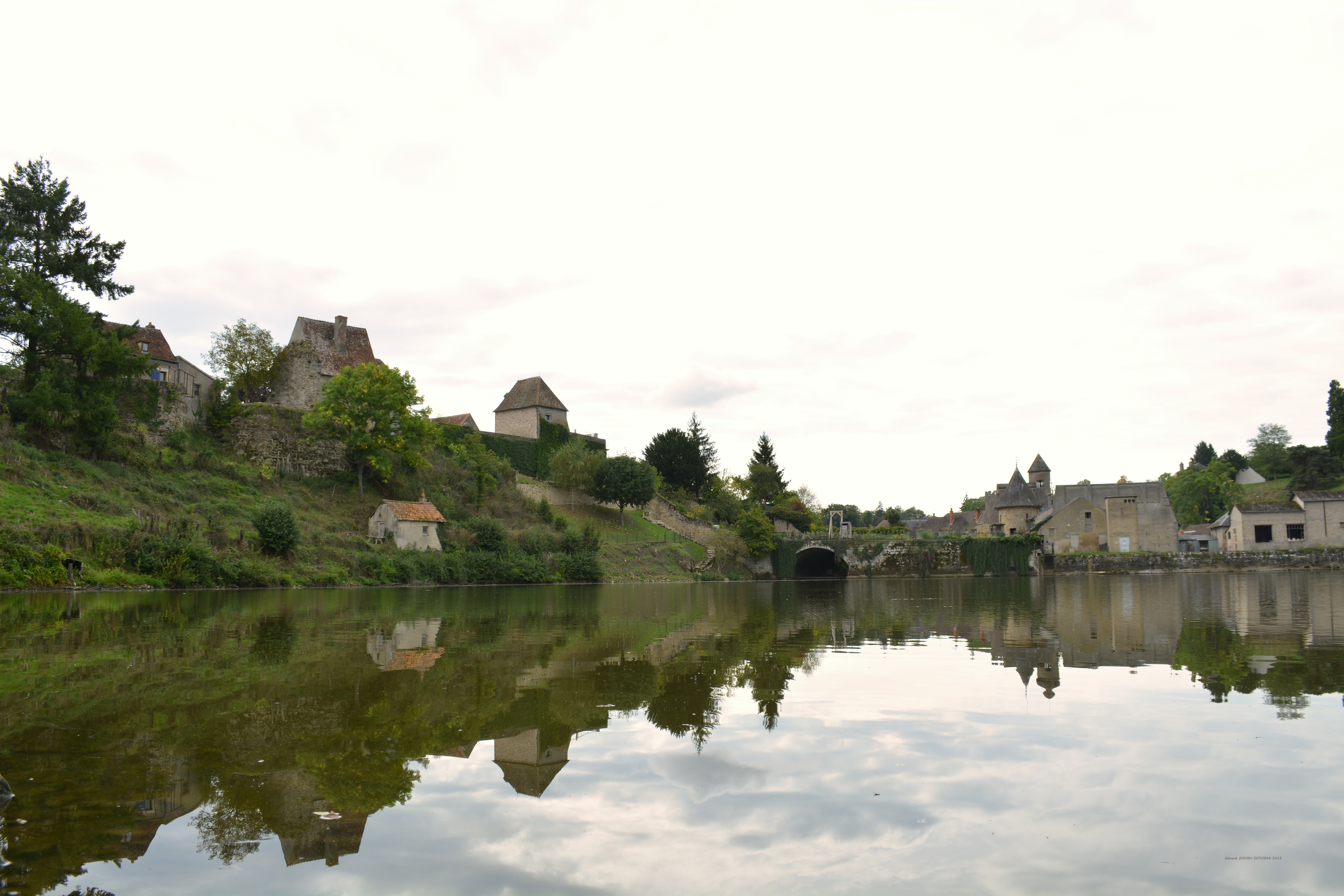
Пруд у подножия крепости
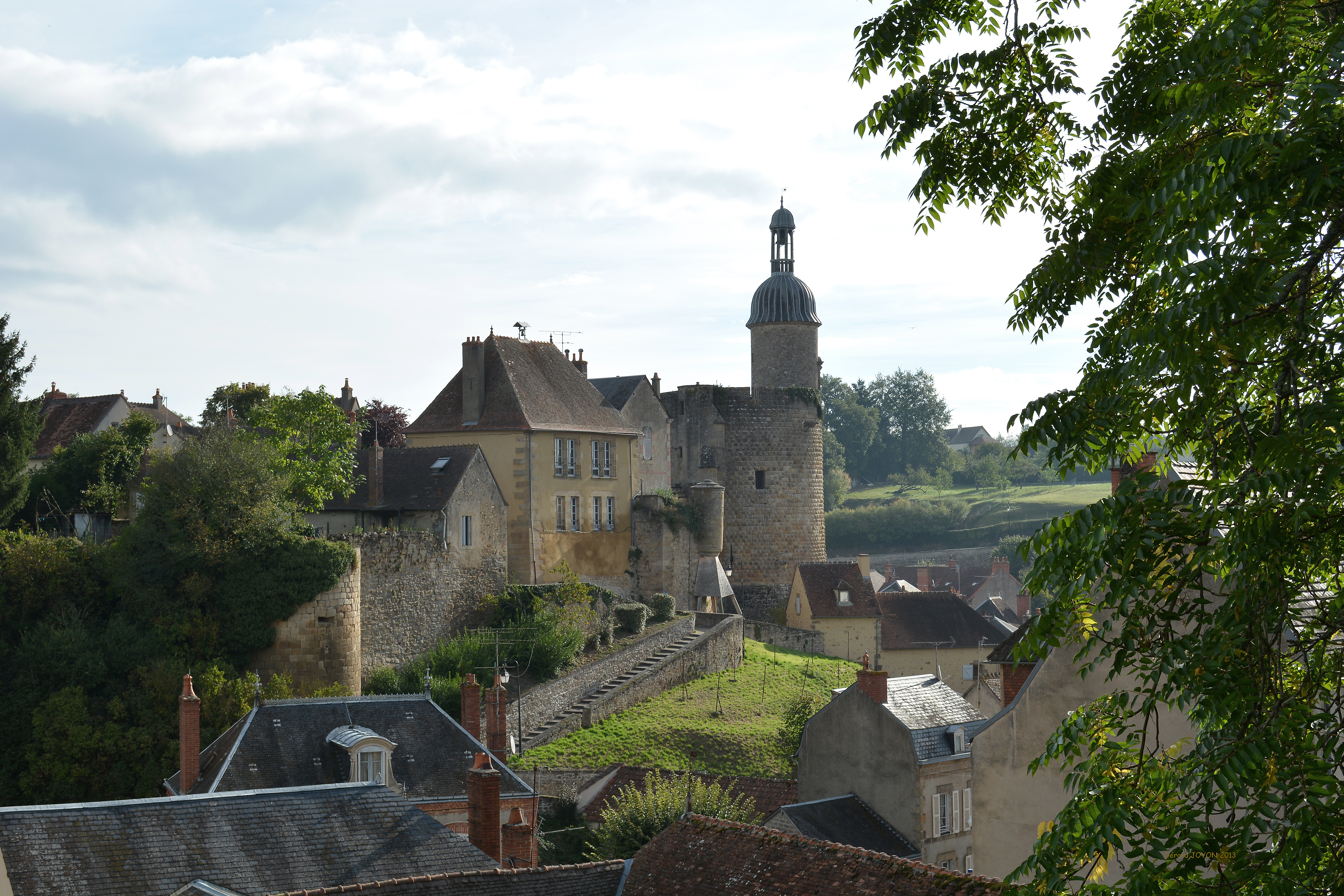
Район Сент-Шапель
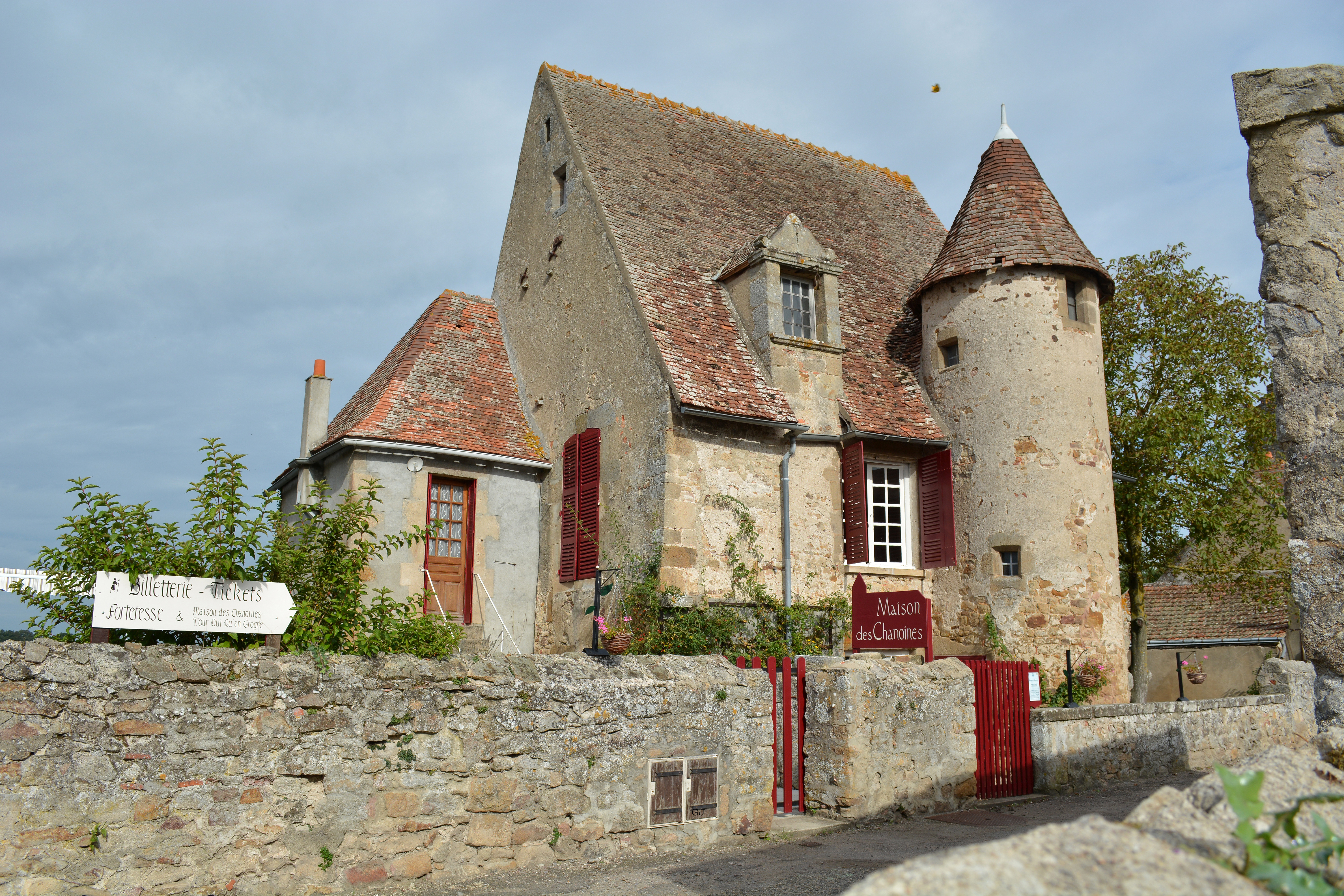
Дом канонов